# Kenneth I. Howard
Kenneth Irwin Howard (* 19. Oktober 1932 in Chicago, Illinois; † 19. Oktober 2000 ebenda) war ein US-amerikanischer Psychotherapieforscher und Psychotherapeut. Hauptsächlich wurde er bekannt durch die Erforschung von Dosis-Wirkungsbeziehungen in der Psychotherapie.

## Wissenschaftliche Karriere
Seine wissenschaftliche Laufbahn begann er 1956 mit der Aufnahme des Studiums der Psychologie an der University of Chicago.
Sein Interesse für Psychotherapie wurde geweckt durch den Besuch einer Veranstaltung an der
University of California, Berkeley, den im Jahr 1950 Carl Rogers gehalten hatte. Obwohl Carl Rogers zur Studienzeit von Howard in Chicago am dortigen University Counselling Center arbeitete, interessierte er sich mehr für die psychologische Forschungsmethodologie, mit quantitativen Methoden, Untersuchungsdesigns, Messung und Statistik. Er begann seine Forscherkarriere in einem Forschungsprojekt über Straßenarbeit mit delinquenten Jugendlichen.
Howard wechselte als Professor an die Northwestern University in Evanston, Illinois. Dort lehrte und forschte er über 32 Jahre lang. Seine Publikationsleistung ist erheblich, mit über 175 Buchkapiteln, Artikeln und Forschungsinstrumenten.

## Wissenschaftliche Beiträge

### Generic Model of Psychotherapy
Zusammen mit David E. Orlinsky (1987, deutsch 1988) entwickelte er aus einer Reihe von Übersichtsarbeiten der wissenschaftlichen Literatur zur empirischen Psychotherapieforschung das sogenannte Generic Model of Psychotherapy. Darin wurde der damalige Forschungsstand zu den Zusammenhängen von therapeutischem Prozess und Therapieergebnis formalisiert.

### Dosis-Wirkungs-Modelle
Mitte der 80er Jahre initiierte Howard das  Northwestern Chicago Psychotherapy Research Program. Durch die Einwerbung von staatlichen Forschungsmitteln des National Institute of Mental Health (NIMH) konnte eine  Forschungsinfrastruktur aufgebaut werden,  die es ermöglichte Daten von über 16.000 Patienten zu erheben. Dies ist eine der ersten Psychotherapiestudien mit einer so großen Stichprobe.
Die Dosis-Wirkungs-Modelle wurden zunächst an Daten aus publizierten Studien entwickelt. Anhand vom 15 bereits veröffentlichten Studien mit zusammen 2431 Patienten untersuchten Howard u. a. (1986) den Zusammenhang der Anzahl der Therapiesitzungen (Dosis) und dem Ergebnis (Beschwerden verbessert oder nicht verbessert). Sie konnten mit statistischen Modellen eine Logarithmuskurven ähnliche Beziehung zwischen Dosis und Wirkung aufzeigen: Mit steigender Sitzungszahl kommen immer weniger Patienten in den Genuss der Symptombesserung. Diese Modelle wurden an den Daten der Chicagoer Studie überprüft und weiter verfeinert. Howard und Kollegen (1993) konnten zeigen, dass die Besserungskurven sich grundsätzlich wieder fanden. Darüber hinaus identifizierten sie Unterschiede der Besserung verschiedener Ergebnisebenen: Die allgemeine Stimmung reagierte am schnellsten, gefolgt von Besserungen der psychopathologischen Symptome (z. B. Angst, Depression), und am langsamsten reagierten Persönlichkeitsdefizite oder soziale Probleme.

### Patient Focused Research
Die Dosis-Wirkungs-Beziehung wurde von Howard u. a. (1996) genutzt, um statistisch zu erwartende Besserungskurven und Normgrenzen um diese Kurven zu berechnen. Dies kann man analog zur Normierung eines psychologischen Tests verstehen: Ein Messwert (hier eine Messwertreihe) wird anhand von Vergleichsstichproben auf „Normalität“ oder bedeutsame Abweichungen überprüft. Wenn die Symptome eines Patienten sich nicht so schnell (nach ähnlich vielen Sitzungen) bessern, wie in den meisten Behandlungen, dann kann ein Warnsignal erzeugt werden.

## Bedeutung der Forschungsarbeiten
Die Arbeiten vor allem zu den Dosis-Wirkungsbeziehungen haben erhebliche Bedeutung für die Gestaltung von Psychotherapie in verschiedenen Gesundheitssystemen erlangt. In den USA  wenden sehr viele MHOs (Mental Health Organization) Weiterentwicklungen des Patient Profiling an, was bedeutet, dass die Entwicklung der Symptome kontinuierlich über ein Monitoring erfasst werden. Die Frage nach der angemessenen Dosis von Psychotherapie hat Auswirkungen auf die Anzahl von Sitzungen, die Krankenkassen bezahlen. In Deutschland wurde ein Forschungsprojekt von der Techniker Krankenkasse durchgeführt, das ein Modell der Rückmeldung von Therapieergebnissen als Alternative zur gängigen Gutachterpraxis (ein Gutachter entscheidet nach Aktenlage über die von der Kasse zu bezahlende Anzahl der Sitzungen einer Psychotherapie) zu etablieren versuchte. Die Weiterführung der Modelle von Howard haben als Psychotherapieforscher in den USA vor allem Michael J. Lambert und in Deutschland die Arbeitsgruppen um Hans Kordy und Wolfgang Lutz betrieben.

## Gründung der Society for Psychotherapy Research
Ken Howard und David E. Orlinsky sind die Initiatoren der Gründung der internationalen wissenschaftlichen Forschergesellschaft Society for Psychotherapy Research (siehe Orlinsky, 1995). Howard war von 1970 bis 1971 ihr erster Präsident. Damit hat er nicht nur inhaltlich, sondern auch sozial zur Etablierung der wissenschaftlichen Psychotherapieforschung wesentlich beigetragen.

## Auszeichnungen
- 1995: Award for Distinguished Professional Contributions to Knowledge der American Psychological Association
- 1994: Award for Outstanding Contribution to Professional Psychology der Illinois Psychological Association
- 1990: Distinguished Research Career Award der Society for Psychotherapy Research
- 1991–1996: Senior Research Scientist Award des National Institute of Mental Health

## Werke
- D. E. Orlinsky, K. I. Howard: A generic model of psychotherapy. Journal of Integrative and Eclectic Psychotherapy, 6 (1), 1987, S. 6–27.
- D. E. Orlinsky, K. I. Howard: Ein allgemeines Psychotherapiemodell. Integrative Therapie, 14 (4), 1988, S. 281–308.
- K. I. Howard, R. J. Lueger, M. S. Maling, Z. Martinovich: A phase model of psychotherapy outcome: causal mediation of change. Journal of Consulting and Clinical Psychology, 61 (4), 1993, S. 678–685.
- K. I. Howard, K. Moras, P. L. Brill, Z. Martinovich, W. Lutz: Evaluation of psychotherapy. Efficacy, effectiveness, and patient progress. American Psychologist, 51 (10), 1996, S. 1059–1064.